# Excelsior Mountain (Kalifornien)
Der Excelsior Mountain ist ein 3796 m hoher Berg in der östlichen Sierra Nevada im Bundesstaat Kalifornien der Vereinigten Staaten. Er liegt auf der Grenze zwischen Mono County und Tuolumne County.
Westlich des Gipfels erstreckt sich der Yosemite-Nationalpark, östlich liegt die Hoover Wilderness. Gipfel in der Umgebung sind der Camiaca Peak und der Epidote Peak im Norden, der Black Mountain im Nordosten, der Mount Scowden im Südosten und der Shepherd Crest im Südwesten. Die Dominanz beträgt 6,49 km, der Berg ist also die höchste Erhebung im Umkreis von 6,49 km. Er wird überragt von dem südsüdwestlich liegenden Mount Conness.